# ISO 3166-2:MO
Die Liste der ISO 3166-2-Codes für Macau enthält nur den Code für das Gebiet (MO).
Macau ist politisch in zwei Städte gegliedert, diese sind aber nicht in dieser Norm codiert.
Der aktuelle Landescode wurde im November 2017 zuletzt aktualisiert.
Für Macau existiert auch der Code CN-MO in ISO 3166-2:CN.